# Cerkev sv. Sebalda, Nürnberg
Srednjeveška cerkev svetega Sebalda v Nürnbergu (nemško Sebalduskirche) je protestanska cerkev, imenovana po puščavniku Sebaldu, ki je v 8. stoletju verjetno živel na območju Nürnberga in je poleg Marijine cerkve in cerkve svetega Lovrenca ena od treh velikih cerkev v mestu. Je na poti do gradu severno nad glavnim trgom in zahodno od mestne hiše. V notranjosti je neverjetno bogata. Danes pripada evangeličansko-protestantski cerkvi na Bavarskem.

## Zgodovina gradnje
Cerkev svetega Sebalda je starejša od obeh velikih mestnih župnij in najstarejša (od leta 1525) protestantska župnijska cerkev v mestu. Vedno je bila cerkev svetega Lovrenca pomembnejša. Že neposredna bližina dvoranskega kora cerkve ob Stari mestni hiši poudarja njen nekdanji pomen kot cerkve mestnega sveta ("Ratskirche") Nürnberga, v kateri je pokopan tudi zavetnik mesta sveti Sebald.
Iz starejše stavbe, verjetno posvečene svetemu Petru (12. stoletje?), je bila izkopana dvoladijska kripta. Gradnja današnje stavbe se je začela med 1225/1230. Cerkev je pridobila status župnijske cerkve leta 1255 in je bila končana do 1273/75. Prvotno je bila zgrajena kot romanska bazilika z dvema koroma. V mnogih podrobnostih je bila zgled bamberška stolnica (dvojni zbor, dvojni stolp fasade s poligonalno apsido ...)
V 14. stoletju so bile narejene številne pomembne spremembe konstrukcije: razširili so stranske ladje in povišali stolpe (1309–1345), potem je bil poznogotski dvoranski kor zgrajen višje (1358–1379). V obdobju tega zadnjega velikega gradbenega projekta v srednjem veku je verjetno cerkev svetega Petra postala cerkev svetega Sebalda. Dva stolpa sta bila dodana v 15. stoletju. Sredi 17. stoletja so bile dodane galerije in notranjost je bila  predelana v baročni modi.
Med 1508 in 1519 je bila zgrajena bogata umetnina po načrtih Petra Vischerja v obliki majhne arhitekture z bogatim kiparskim okrasom (prizori iz življenja svetega Sebalda). Bronasti okras je zgodnji primer italijanske renesanse severno od Alp.
Zračni napadi na Nürnberg (1940–1945) so cerkev svetega Sebalda močno poškodovali, a dragocena oprema se je ohranila zaradi pravočasnega umika ali ustrezne zaščite. Po drugi svetovni vojni je bila obnovljena. Ob prvem adventu 1952 so bili posvečeni novi cerkveni zvonovi. Ladja je bila obnovljena za liturgične namene v obnovljenem vzhodnem koru v prvotni obliki 22. septembra 1957 ob navzočnosti zveznega predsednika Theodorja Heussa.
Spodnje slike kažejo zgodovinsko obnovo in gotsko izboljšavo na vzhodnem koru. Med 1361 in 1450 je bil star romanski vzhodni kor popolnoma prenovljen in preoblikovan v gotsko zasnovo. Ta pogled je kombinacija tridimenzionalnega digitalnega prikaza obnove in laserskega skeniranja trenutnega stanja cerkve.
- Poznoromanska zgradba
- Nadgradnja v visoki gotiki

## Oprema
V cerkvi svetega Sebalda je zelo dragocena predreformacijska umetnost, ki skoraj izključno temelji na sveti družini, ker je bila že v 14. stoletju ustanovljena kot cerkev mestnega sveta ("Ratskirche") Nürnberga. V primerjavi s cerkvijo svetega Lovrenca je do konca 15. stoletja lahko vanj postavljal trdne kose opreme skoraj izključno le nürnberški svet. Umetniški slikovni program do konca 15. stoletja že od nekdaj stoji v prostoru, ki ga uporabljajo v liturgiji.
Tudi na zunanji strani cerkve so nekatere izjemne figure iz kamna, kot je nagrobnik Schreyer-Landauer Adama Krafta, monumentalen Krištof iz 15. stoletja (izvirnik  je danes v Germanskem narodnem muzeju) ali figure sijajno oblikovanega poročnega portala na severni strani iz 14. stoletja.
Najpomembnejša je grobnica zavetnika svetega Sebalda. Svetega Sebalda so do 14. stoletja v Nürnbergu hranili v srebrni skrinji, ko so se v 15. stoletju odločili, da pripravijo ohišje iz brona za razkošno predstavitev skrinje v cerkvi. Zunanja struktura grobnice je iz let 1508 do 1519, delo Petra Vischerja starejšega, ki ga je ulil v sodelovanju s svojima sinovoma Petrom in mlajšim Hermannom v bronu. Veliko je figur, vključno s prizori iz življenja svetega Sebalda, Triton, satiri, Pegaz in ženska v ogledalu kot simbol nečimrnosti, opazen je vpliv Jacopa de' Barbarija. De' Barbari je bil tri leta kraljevi dvorni slikar v Nürnbergu. Predvsem pa je bil simbol nečimrnosti na začetku 16. stoletja prvič prikazan v Nemčiji. Je zgodnji primer prenosa oblik italijanske renesanse severno od Alp. 
Šele pred kratkim so opazili (odkritje Daniela Crescenzia 2011) sliko Kristusov blagoslov v spominski plošči družine Kress v vzhodnem koru: slika je skoraj kopija Kristusovega blagoslova Albrechta Dürerja  (verjetno iz leta 1503/1505) in je zdaj v Metropolitanskem muzeju v New Yorku. Poleg tega je veliko podobnosti s Kristusovim blagoslovom beneškega dvornega slikarja Jacopa de' Barbarija iz leta 1503. Umetniškozgodovinska analiza še vedno traja.
Na severni steni v vzhodnem koru je nedokončan Tucherjev epitaf, narejen 1513 za leta 1503 umrlega dr. Lorenza Tucherja. Po mnenju nürnberškega umetniškega biografa Johanna Neudörfferja ga je dokončal Jacopo de' Barbari. Na osrednji plošči epitafa je Marija na prestolu z detetom med sveto Katarino in sveto Barbaro, obdana s prostorno pokrajino. V slogu italijanskega slikarstva v renesansi v ospredju igra na glasbila pet angelov. Njihov slog je beneški, a angeli zelo spominjajo na Dürerjeve slike v Rosenkranzfest, ki izvira iz Benetk.
Od večine izvirnih vitrajev v dvoranskem koru so nekateri narejeni leta 1500 po zgledu Dürerja in Hansa Suess' von Kulmbacha in so delo stekloslikarja Veita Hirsvogla.
Na severni fasadi so poročna vrata (Brauttor) na portalu, kjer je bila (pred uvedbo poročnega obreda) cerkvena poroka, kot jo je predpisal tridentinski koncil.

### Orgle
Dokumentirana zgodovina orgel v cerkvi svetega Sebalda sega v 15. stoletje. Nekatere prezidave kažejo na triforij južne stene ladje, kjer bi lahko bile orgle že v poznem obdobju romanike. V letih od 1440 do 1443 je orgle izdelal Heinrich Traxdorf iz Mainza, in to dvoje majhnih orgel v Marijini cerkvi in glavne, ki so v cerkvi svetega Sebalda. Gotske Traxdorfove orgle, ki so bile v vzhodnem koru nad ostrim lokom južnega hodnika, so bile do svojega propada najstarejše ohranjene ogle na svetu. Leta 1906 je nürnberški izdelovalec orgel Johannes Strebel naredil orgle z dvema manualoma. Med drugo svetovno vojno so bile uničene, le dva majhna ostanka so rešili iz ruševin in krasijo današnje sodobne orgle.
Leta 1947 je obnovljena ladja dobila druge orgle družbe Steinmeyer (Oettingen), ki so bile izdelane leta 1904 za cerkev svetega Jakoba v Oettingenu. Instrument je imel dva manuala in pedal s prvotno 26 registri. Po obnovi v letih 1957 in 1962 so bile na južni steni postavljene nove orgle s 57 registri, tremi manuali in pedali. Uporabljajo jih na tednih mednarodnega festivala organistov v Nürnbergu za koncerte. Te vmesne orgle so bile leta 1975 dane v cerkev svetega Petra v Soestu.
Današnje orgle so bile izdelane na istem mestu kot prejšnje 1975–1976 izdelovalca Willija Petra (Köln). Glavne orgle imajo 71 registrov, tri manuale in pedala. Premakljive mehanske orgle imajo 12 registrov na tipkah in pedala. 

## Župnišče
Nasproti cerkve stoji župnišče. Nastalo je v glavnem 1361/1379. Tu so nekoč živeli sebaldski duhovniki: pridigarji, diakoni, skrbniki in osebje. Okoli ure je bila v "Wöchnerstube" tedenska izmena, vedno je bil kdo pripravljen darovati zadnje obrede za umrle. Jedilnica in sejna soba sta se uporabljali kot "mestna dvorana". Proti vzhodu je bila obrnjena apsida svetovno znane kapele Chörlein, danes kopija iz 1898/1902, gotski izvirnik je v Germanskem narodnem muzeju.